# Bouquinistes de Paris
Pour les articles homonymes, voir Bouquiniste.
Les bouquinistes de Paris sont des libraires de livres anciens et d’occasion vendant dans des boîtes traditionnelles installées sur une grande partie des quais de Seine, autour des île de la Cité et île Saint-Louis : sur la rive droite, du pont Marie au quai du Louvre, et sur la rive gauche, du quai de la Tournelle au quai Voltaire. Plus de 200 bouquinistes gèrent près de 900 boîtes sur 3 km de quais de Seine pittoresques de Paris, et proposent près de 300 000 livres, ainsi qu’un grand nombre d’estampes, revues, cartes de collection, etc.
Les « traditions et savoir-faire des bouquinistes des quais » de ce site renommé de Paris sont inscrits à l'inventaire du patrimoine culturel immatériel en France depuis 2019.

## Étymologie

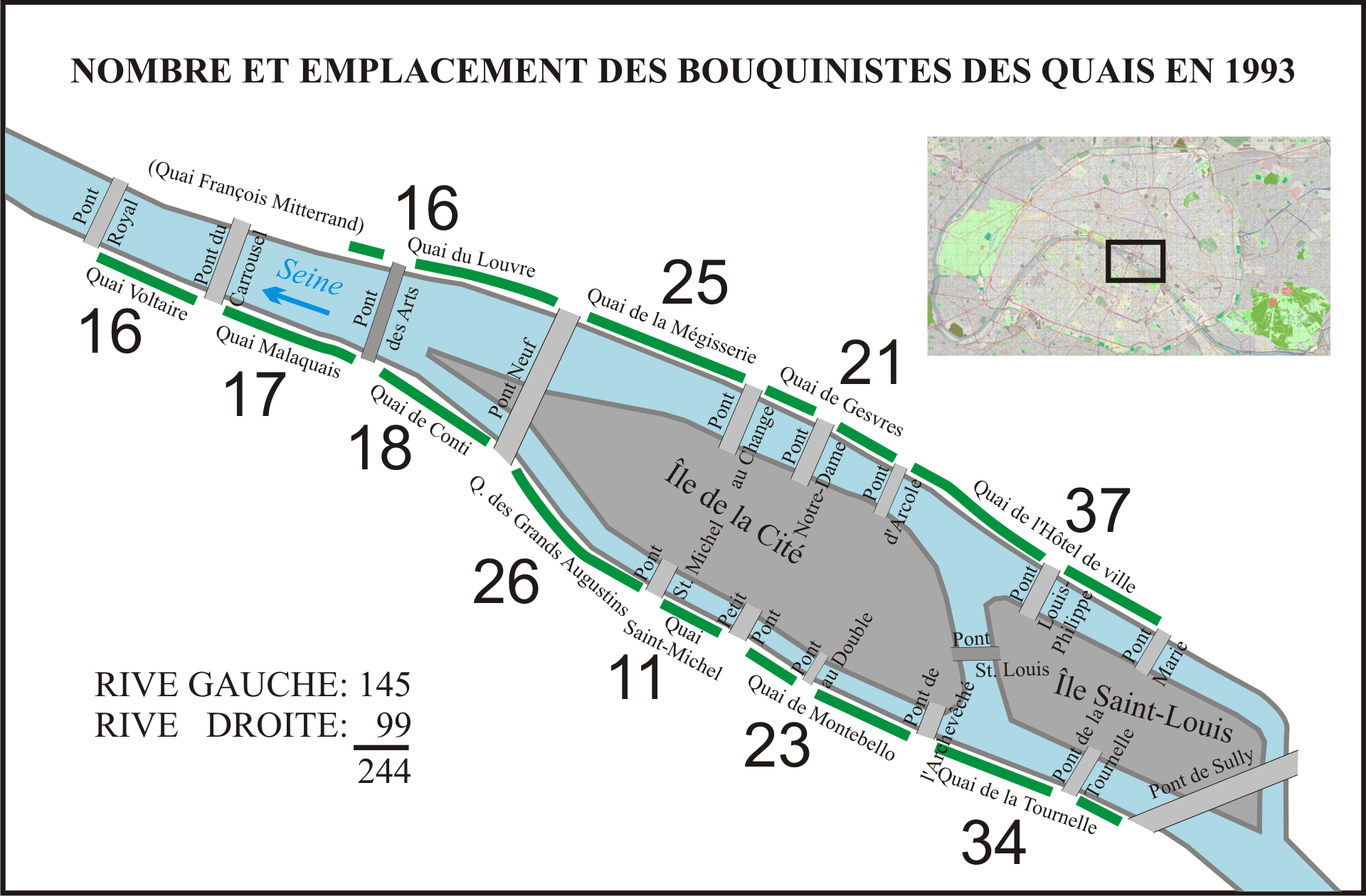
Bouquinistes des quais de Seine de Paris, rive gauche et rive droite, autour des île de la Cité et île Saint-Louis.

Le terme « boucquain », sans doute dérivé du moyen néerlandais boeckin (petit livre) lui-même décliné de boek (livre), fait son apparition en 1459 (à la période de l'invention de l'imprimerie de Gutenberg). Il est attesté sous la forme « bouquin » vers la fin du XVIe siècle (du moyen français boucquain, « vieux livre dont on fait peu de cas »). Le terme « bouquiniste » apparaît dans le Dictionnaire de l'Académie française dans l'édition de 1762 avec la définition et la graphie suivante : « Celui qui vend ou achete de vieux livres, des bouquins ». L'étymologie de « bouquin » (au sens de « livre peu estimé », d'occasion) n'est toutefois pas claire, mais le mot dans cette occurrence est attesté dès 1694, toujours par l'Académie, et Littré renvoie bien au mot flamand boeckin.

## Historique

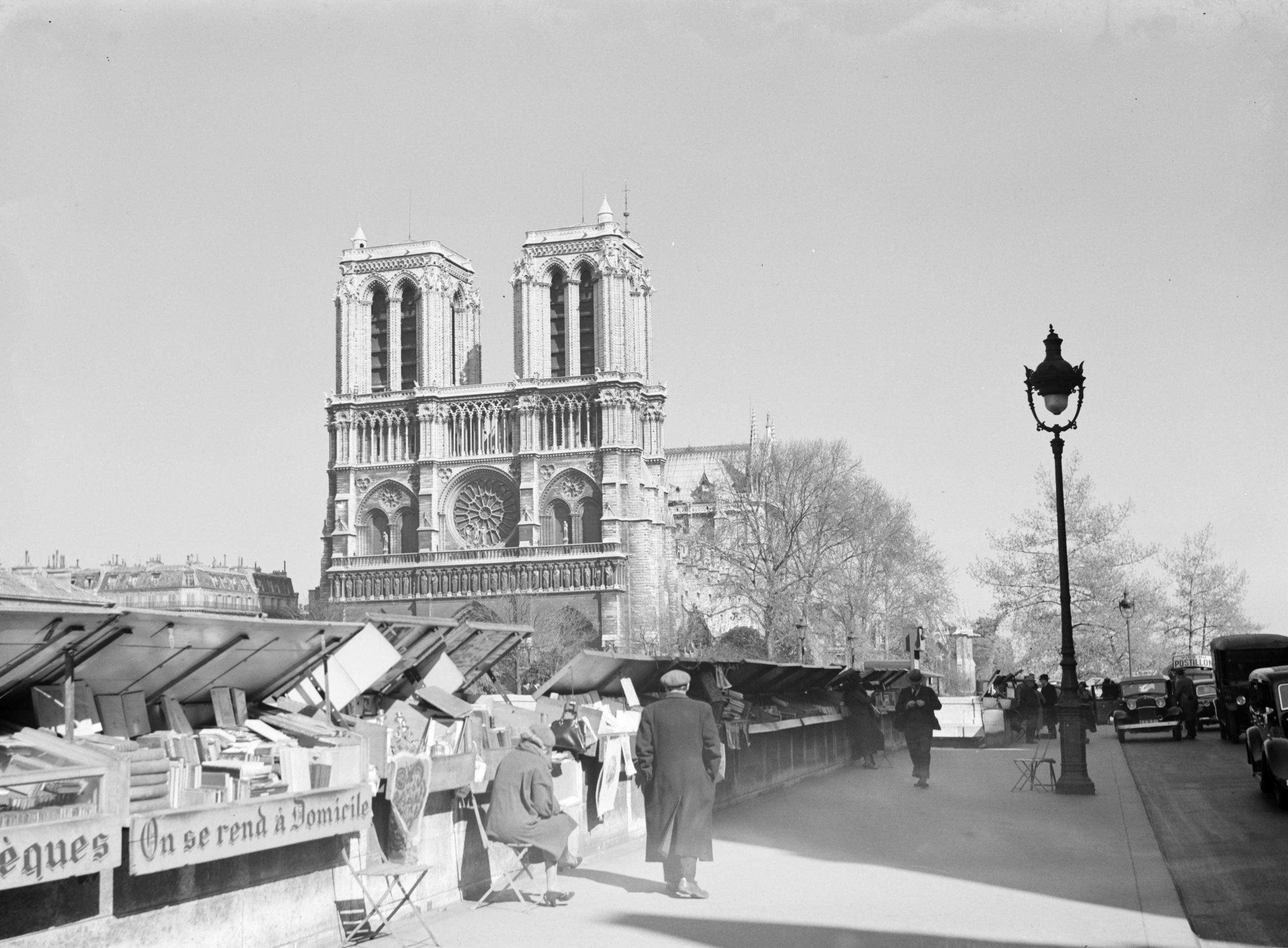
En 1937.

La tradition des bouquinistes parisiens débute aux alentours du XVIe siècle avec des petits marchands colporteurs. Sous la pression de la corporation des libraires, un règlement de 1649 interdit les boutiques portatives et l’étalage de livres sur le pont Neuf. Le pouvoir à l'époque était assez soucieux de limiter les marchés parallèles non soumis à la censure. Les libraires ambulants sont donc, selon la période, chassés puis réintégrés sous agréments.

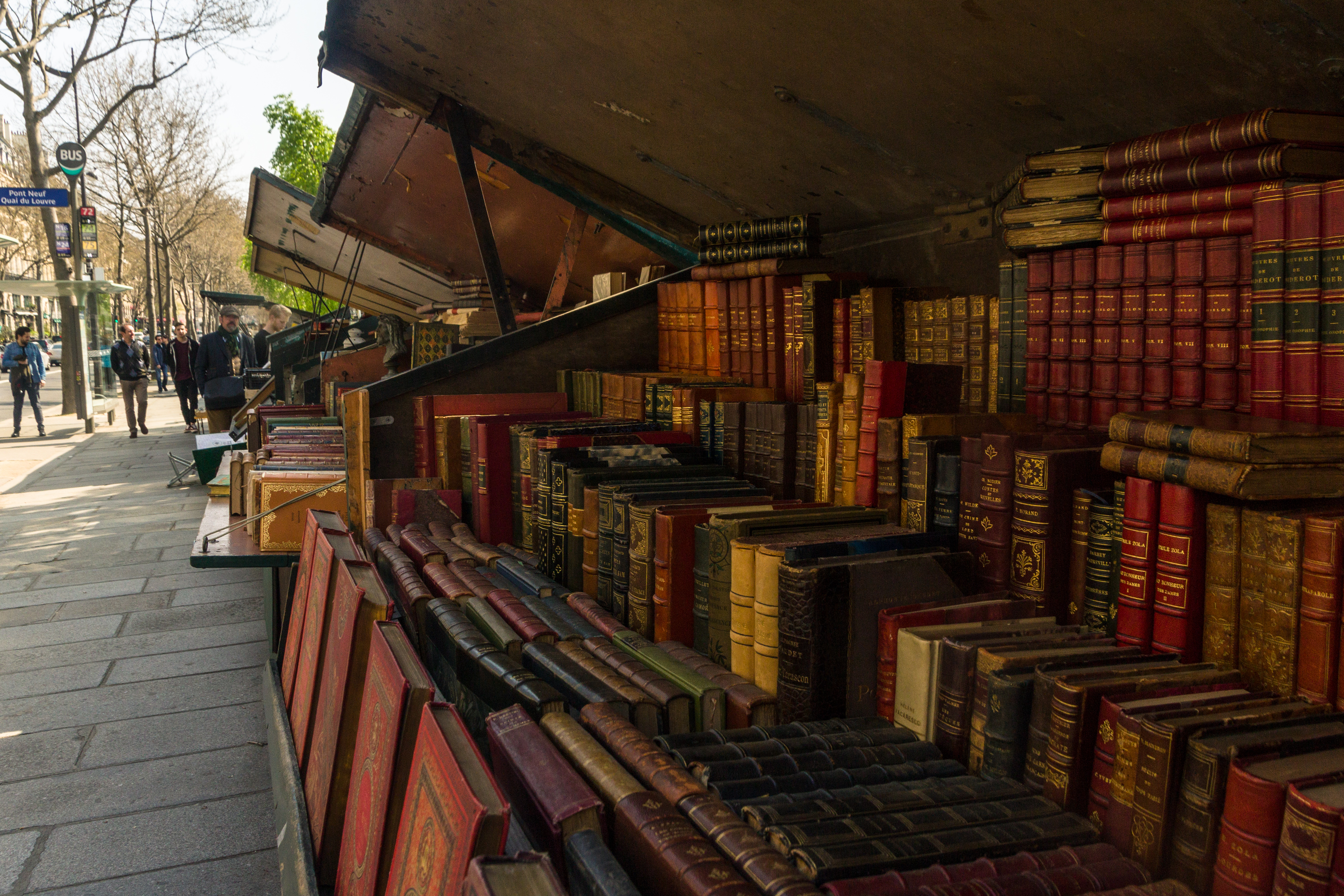

L'emblème traditionnel des bouquinistes se blasonne ainsi : « d'azur party de gueules à la boîte à bouquins soutenue de pierres, au chef d'argent au lézard convoitant l'épée » (Jean Lébédeff). En effet, le lézard symbolise les bouquinistes toujours à la recherche du soleil pour vendre leurs livres, et l'épée représente leur aspiration à la noble profession de libraire auxquels on accordait le privilège de porter l'épée.
Pendant la Révolution, de 1789 à 1795, malgré une forte baisse de la production éditoriale, seuls étaient imprimés les journaux et brochures révolutionnaires, les bouquinistes prospèrent et s’enrichissent des réquisitions et pillages de bibliothèques de l'aristocratie et du clergé.

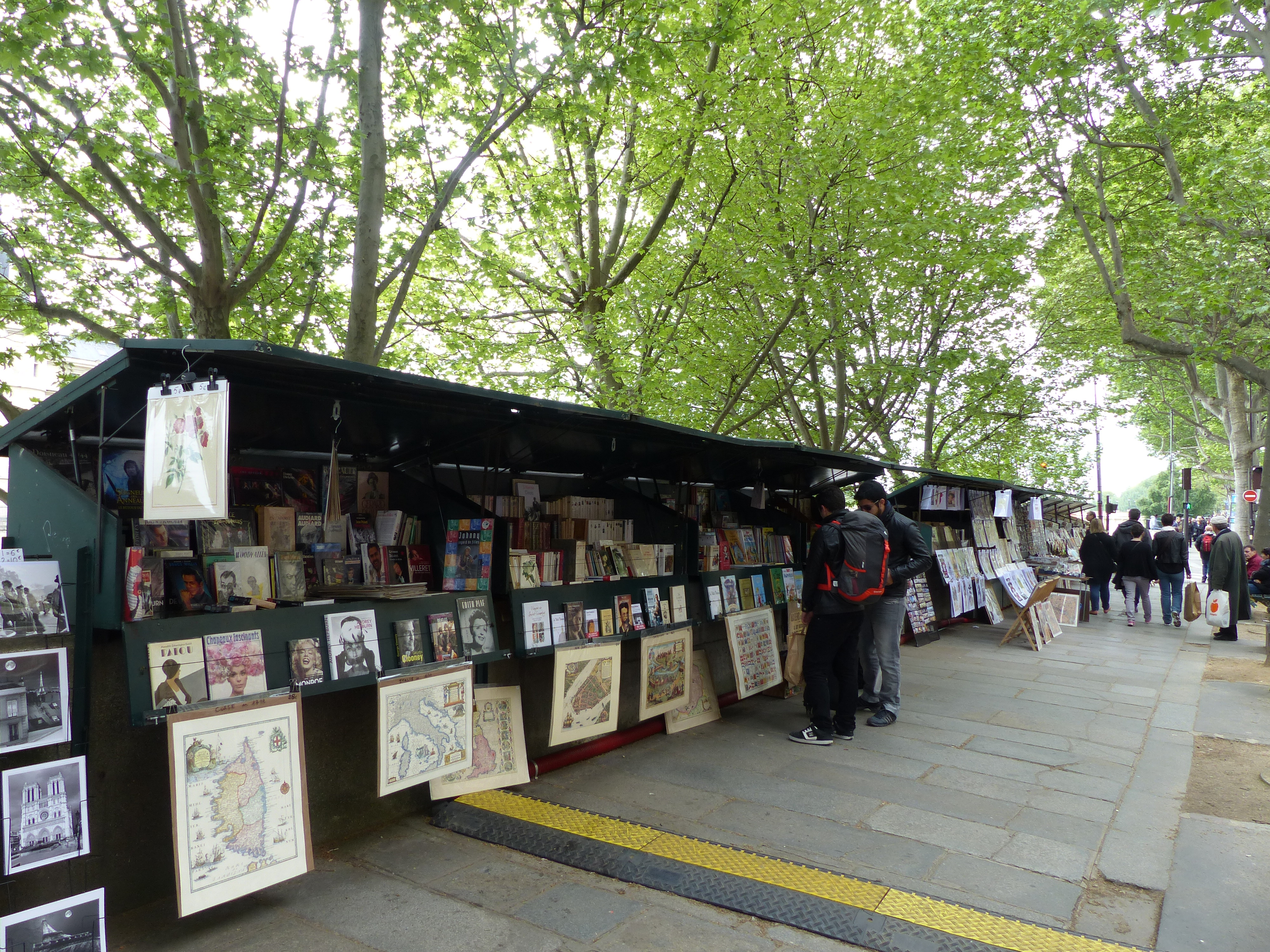

Sous le Premier Empire de Napoléon Ier, les quais sont embellis et les bouquinistes se répandent du quai Voltaire au pont Saint-Michel. Ils sont alors enfin reconnus par les pouvoirs publics et ils obtiennent le même statut que les commerçants publics de la ville de Paris. Vers 1840, Charles Nodier, qui s'inquiétait déjà de la disparition de ce petit commerce, rappelait que « le nom du bouquiniste est un de ces substantifs à sens double qui abondent malheureusement dans toutes les langues. On appelle également bouquiniste l'amateur qui cherche des bouquins, et le pauvre libraire en plein air qui en vend. Autrefois, le métier de celui-ci n'était pas sans considération et sans avenir. On a vu le marchand de bouquins s'élever du modeste étalage de la rue, ou de la frileuse exposition d'une échoppe nomade, jusqu'aux honneurs d'une petit boutique de six pieds carrés » et de rappeler au souvenir d'un certain Passard, « qui avait colporté, sous le bras, sa boutique ambulante, du passage des Capucines au Louvre, et du Louvre à l'Institut, avait tout vu, tout connu, tout dédaigné du haut de son orgueil de bouquiniste », puis de conclure que « ce qu'il y a d'incontestable pour les bouquinistes amateurs qui l'ont visité si souvent, c'est que sa conversation était beaucoup plus curieuse que ses bouquins ».

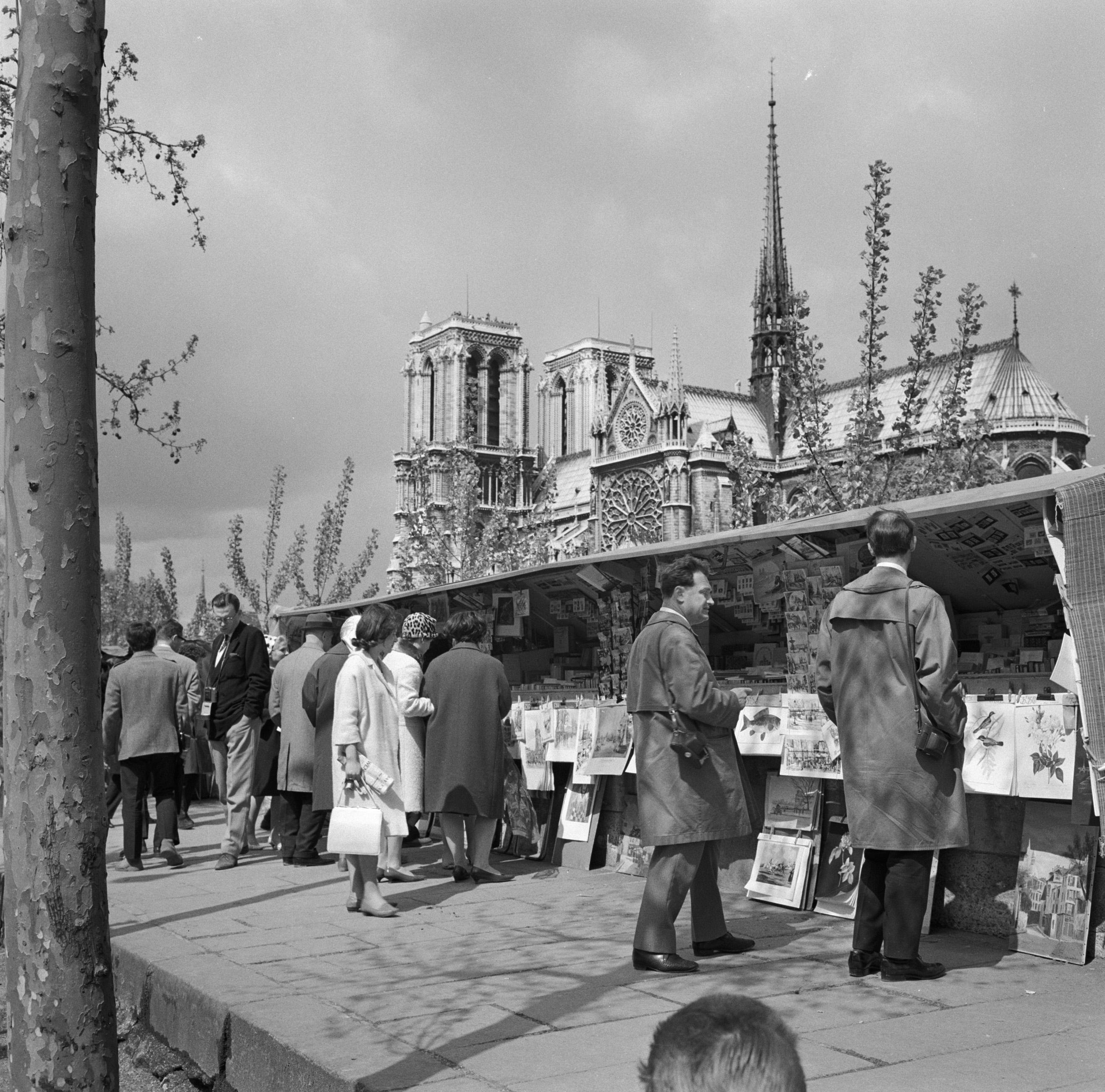
En 1965.

En 1859, des concessions sont mises en place par la ville de Paris et les bouquinistes peuvent s'établir à des points fixes. Chacun a alors droit à 10 mètres de parapet pour un droit annuel de tolérance de 26,35 francs et 25 francs de patente. Les ouvertures se font du lever au coucher du soleil. Enfin, c'est en 1930 que les dimensions des « boîtes » sont fixées.

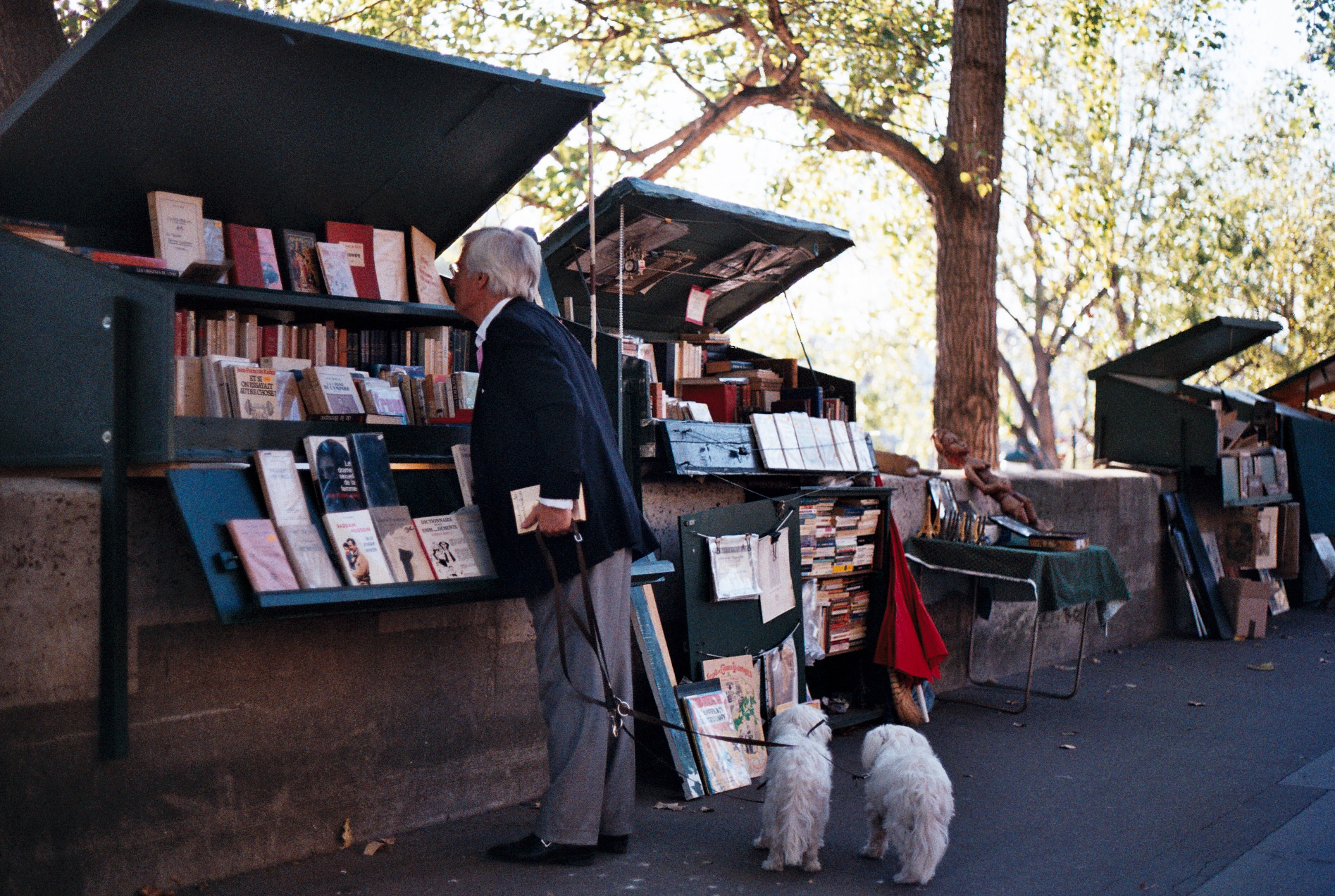

Installés sur plus de trois kilomètres le long de la Seine, ils exploitent environ 900 « boîtes vertes » — d'une couleur réglementée appelée « vert wagon » en référence à la signalétique du premier métropolitain et qui est aussi celui des fontaines Wallace ou des colonnes Morris — où sont exposés, selon diverses estimations, environ 300 000 livres d'occasion et un très grand nombre de revues, timbres et cartes de collection. Toutefois, si la vente de livres reste la raison sociale officielle, ces boîtes ont toujours par tradition proposé d'autres articles : estampes, timbres, monnaies et petites brocantes, voire souvenirs, comme l'attestent les nombreuses représentations (par exemple, le tableau d'Eugène Galien-Laloue intitulé Notre-Dame vue du quai Saint-Michel, v. 1940). Le règlement actuel a définitivement tranché : une seule boite peut contenir des souvenirs de Paris.

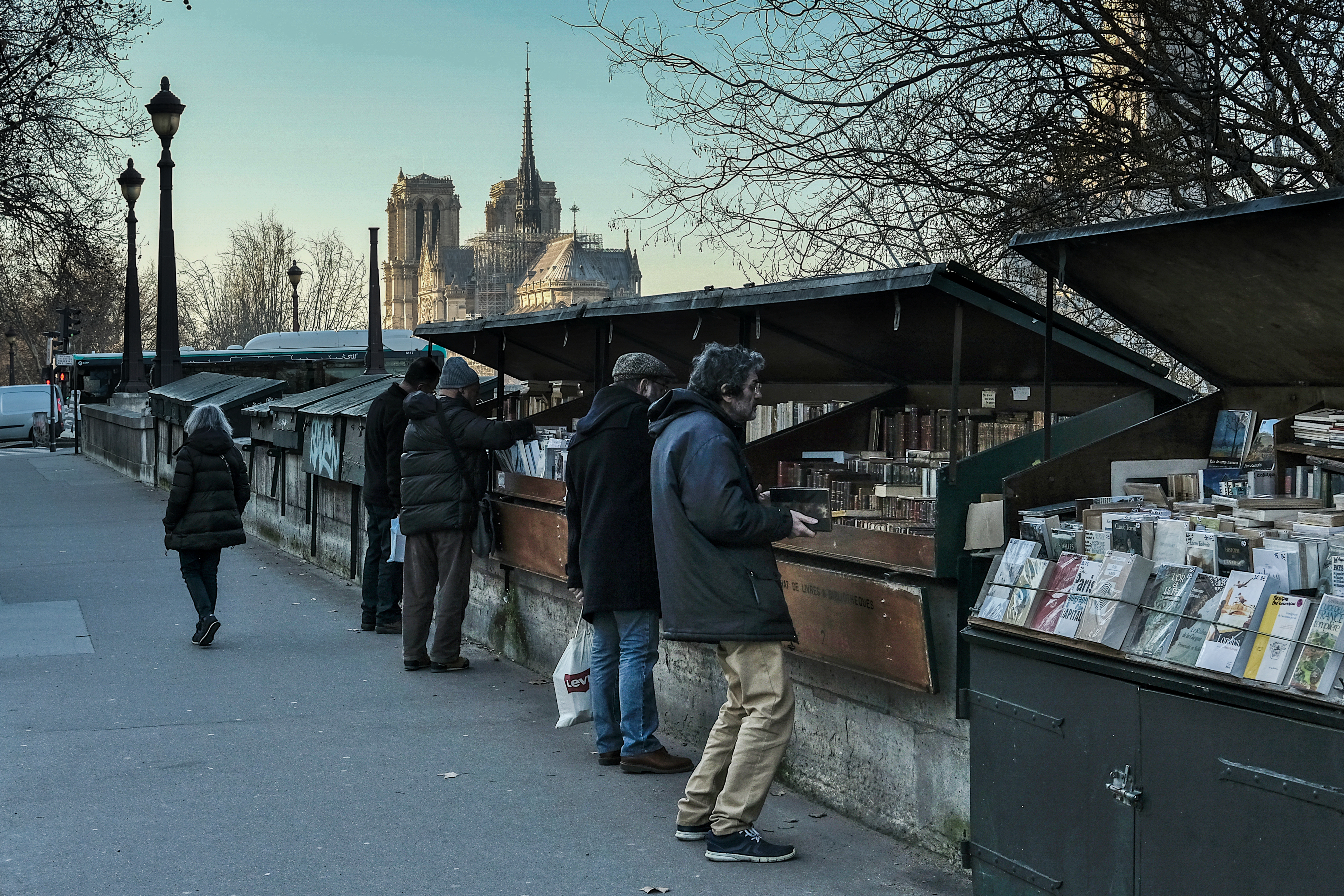
Bouquinistes du quai de la Tournelle avec en arrière-plan Notre-Dame-de-Paris.

Les exploitants n'ont plus à acquitter un droit de concession, ils ne payent pas de loyer et l'autorisation de stationnement peut être enlevée à tout moment par la Mairie de Paris. Comme tout commerçant, ils doivent être inscrits au registre du commerce et des sociétés, en donner le justificatif tous les ans. La plupart sont inscrits en auto-entrepreneurs. Ils occupent 8 mètres de parapet chacun, permettant de placer jusqu'à quatre boîtes. Les emplacements doivent obligatoirement être exploités au moins quatre jours par semaine, sauf intempéries.

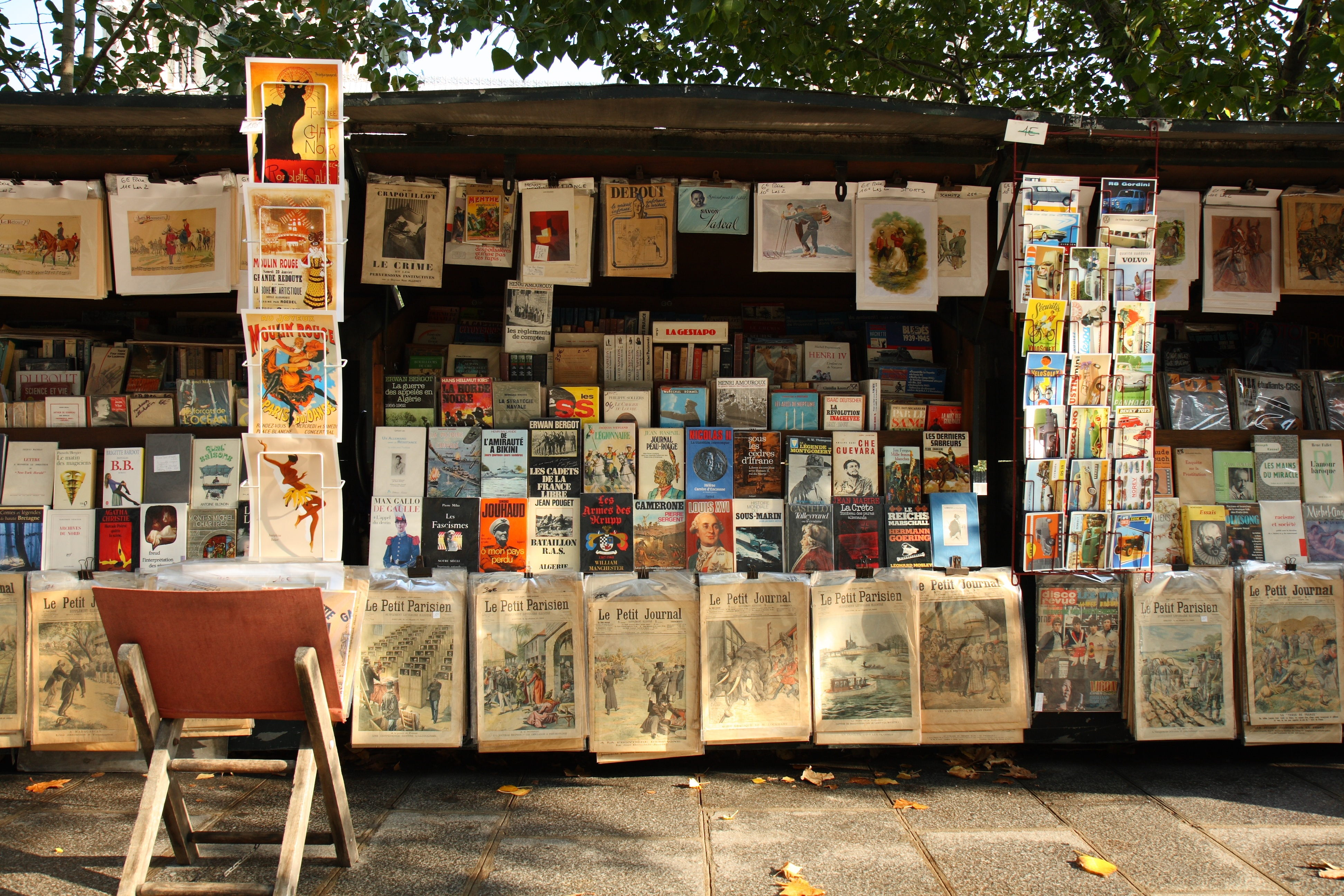

En 2009, la mairie de Paris a commencé à donner des avertissements aux bouquinistes qui vendaient majoritairement plus d'articles – souvenirs, bibelots, gadgets – autres que le livre et la gravure, alors que le règlement autorise seulement une boîte sur quatre,. Avec l'essor du tourisme dans la capitale, ce phénomène est sensible aux abords des monuments touristiques et des zones les plus fréquentées notamment. La baisse des ventes de livres d'occasion ne fait qu'amplifier ce phénomène poussant même dans certaines zones – comme celle dite du « Purgatoire » près de l'Hôtel de ville de Paris – à la fermeture massive des boites.

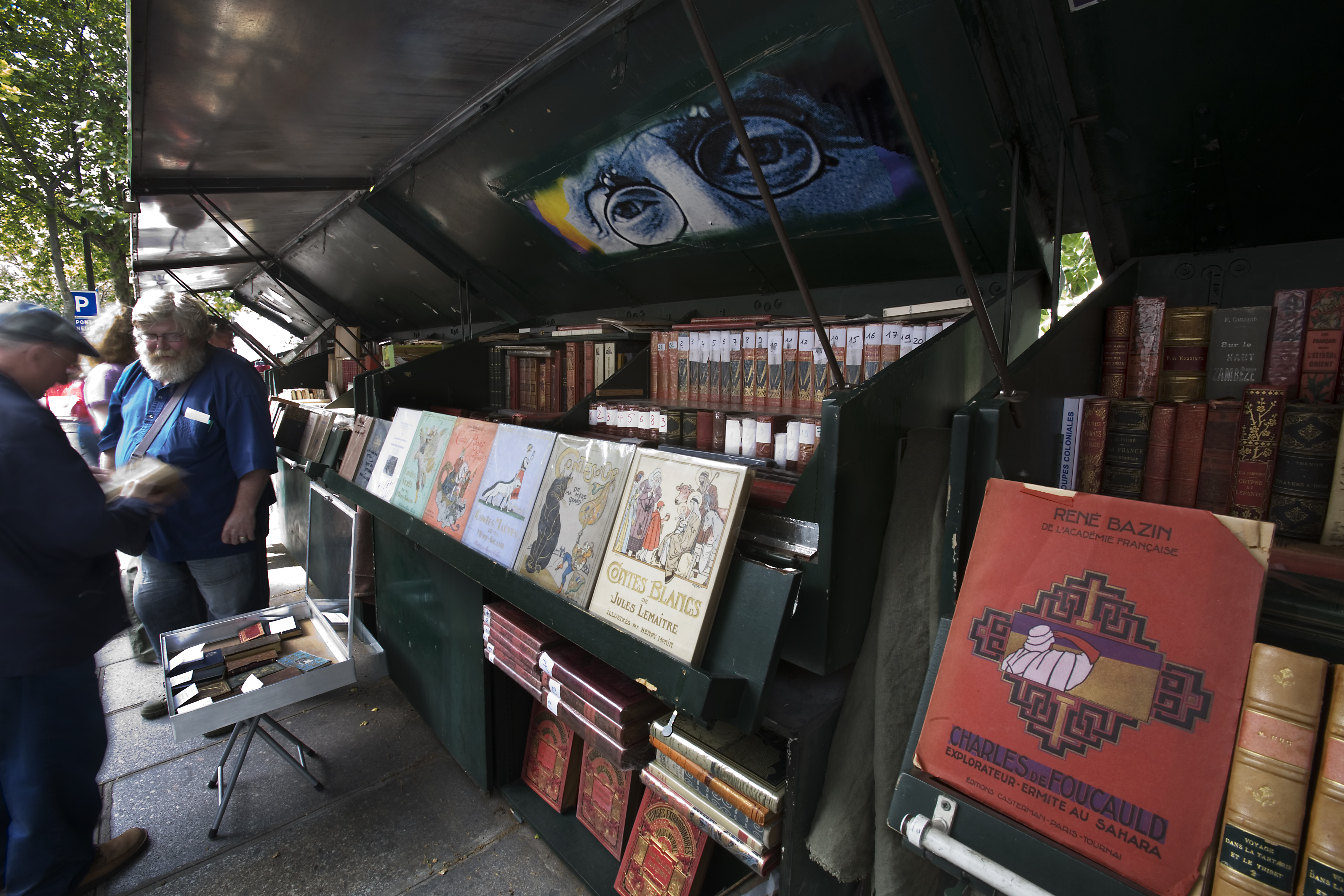

En 2014, les bouquinistes lancent leur premier festival. Cinquante bouquinistes s'étaient alors réunis pour présenter leurs meilleurs choix de livres anciens et d'occasion. Les 4 et 5 septembre 2021, un autre festival est créé par une quarantaine de bouquinistes sur les 200 que compte la profession. Intitulé Paname bouquine, il propose diverses animations (rencontres avec des écrivains, ateliers d'écriture ou encore chasse au trésor pour les enfants)

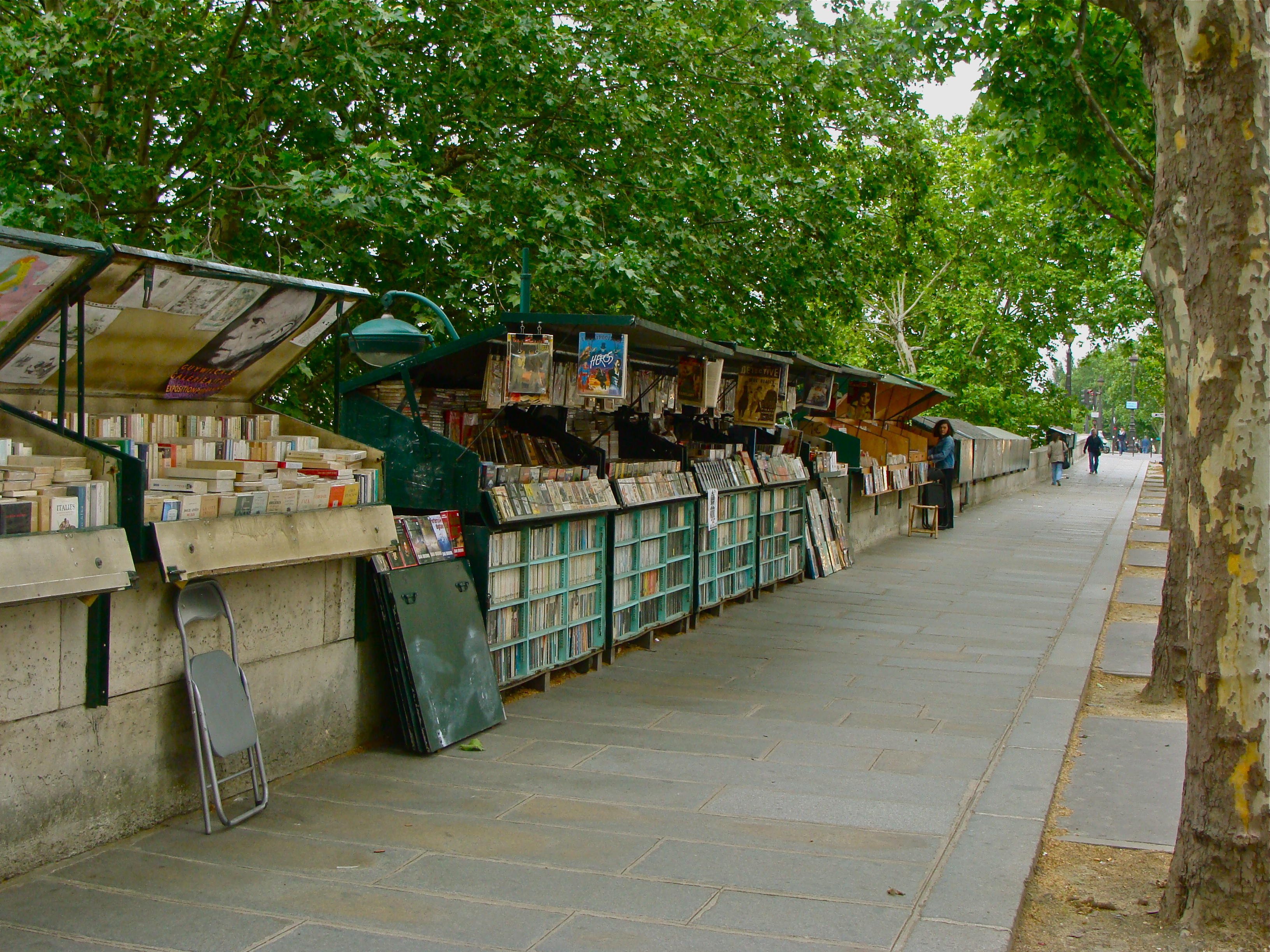

Le 6 février 2019, sous l'impulsion de la mairie de Paris, le ministère de la Culture décide que les bouquinistes de Paris entrent au patrimoine culturel immatériel de l'inventaire français, condition préalable à une possible candidature au patrimoine mondial de l'UNESCO, envisagée depuis quelques années notamment à l'initiative de l'Association culturelle des bouquinistes de Paris, unique association qui regroupe près de 80 % des bouquinistes, et des maires du 5e et 6e arrondissement de Paris,. Les rives de la Seine à Paris, sur lesquelles sont installés les bouquinistes, sont déjà inscrites au patrimoine mondial depuis 1991.
Les bouquinistes de Paris ont inspiré d'autres capitales, comme Rome, Ottawa, Pékin ou Tokyo.

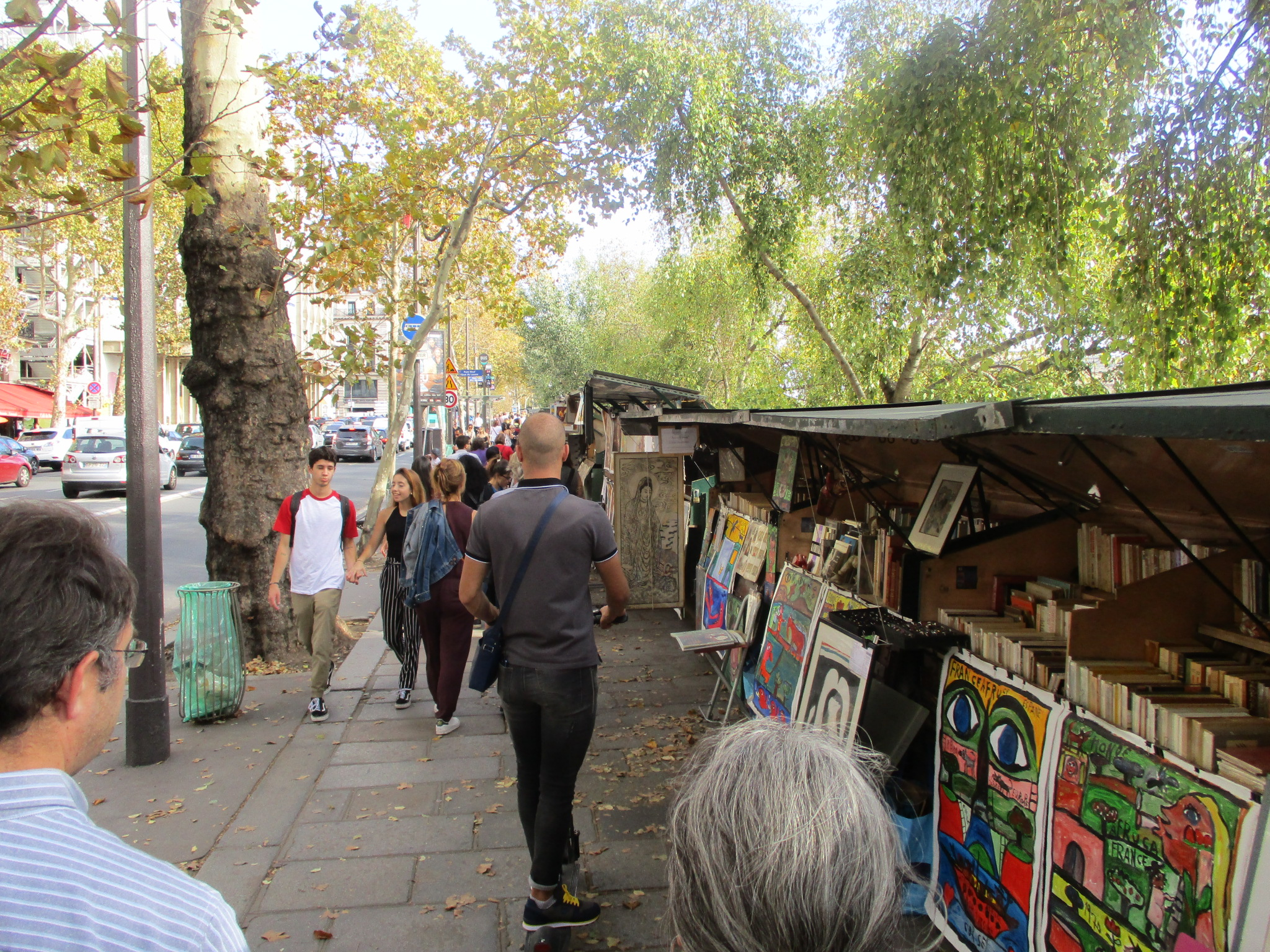

En vue de la cérémonie d'ouverture des Jeux olympiques d'été de 2024, le 10 juillet 2023, la mairie de Paris a commencé à évoquer le déplacement temporaire de 570 bouquinistes le long de la Seine dans les jours précédant le 26 juillet 2024 pour des raisons de sécurité. Les bouquinistes ont demandé un écrit officiel et une lettre de la préfecture de Paris leur a confirmé que dans les jours précédant la cérémonie, leur commerce et leur fonds devraient quitter les lieux. Des bouquinistes ont argumenté que démonter ces boîtes est un cauchemar logistique, que beaucoup d'entre elles n'y survivront pas et certains bouquinistes ont évoqué leur précarité pour s'y opposer en cette période de pleine saison touristique.

## Évolutions du nombre de bouquinistes à Paris et emplacements
- 1892 : 156 bouquinistes pour 1 636 boîtes[19].
- 1900 : 200 bouquinistes durant l'Exposition universelle.
- 1945 : avant la fin de la Seconde Guerre mondiale, le nombre de bouquinistes parisiens atteint le chiffre de 275.

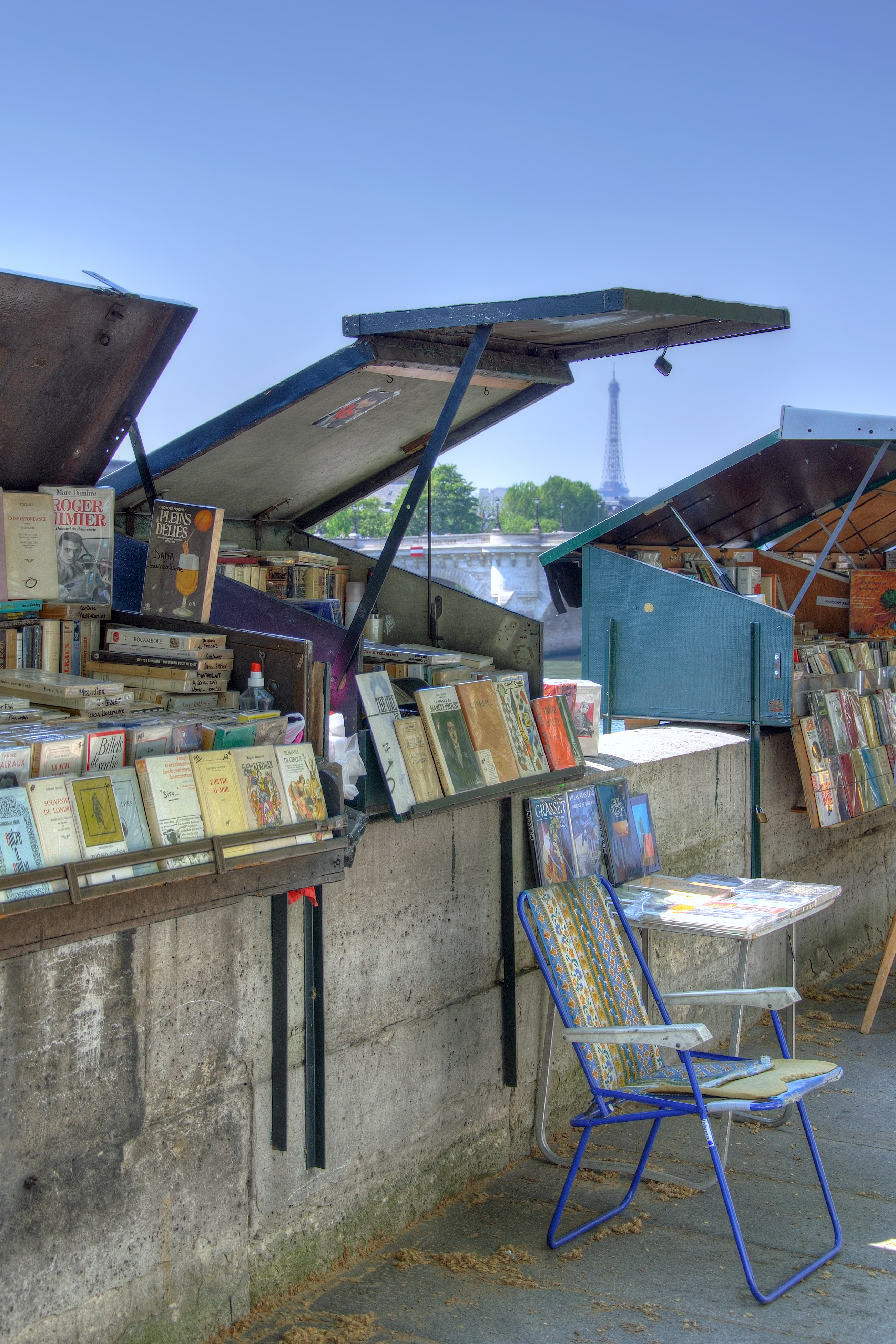

- 1957 : 238 bouquinistes, selon le recensement du 1er janvier, dont 109 femmes et 129 hommes. Leurs étalages se répartissaient alors entre la Rive gauche et la Rive droite, d'amont en aval, de la manière suivante :
  - 151 bouquinistes rive Gauche, entre le pont de la Tournelle et l'ancienne passerelle Solférino, dont 29 quai de la Tournelle, 31 quai de Montebello, 12 quai Saint-Michel, 27 quai des Grands-Augustins, 19 quai de Conti, 17 quai Malaquais, 10 quai Voltaire, 6 quai Anatole-France (où il n'en reste plus en 2024) ;
  - 87 bouquinistes rive Droite, entre le pont Louis-Philippe et le pont des Arts dont 26 quai de l'Hôtel-de-Ville, 20 quai de Gesvres, 24 quai de la Mégisserie, 17 quai du Louvre[20].
- 1991 : 240 bouquinistes au moment de l'inscription des Rives de la Seine à Paris au patrimoine mondial de l'Unesco.
- 2012 : 235 bouquinistes en janvier.
- 2013[réf. nécessaire] : 217 bouquinistes en août[réf. nécessaire], pour 900 boîtes environ[21].
- 2022 : 230 bouquinistes[22]

## Conditions d'accès
D'après le Règlement des bouquinistes des quais de la Seine, toute candidature doit être déposée à la Mairie de Paris en nom propre par le candidat lui-même.
Elle doit être accompagnée :

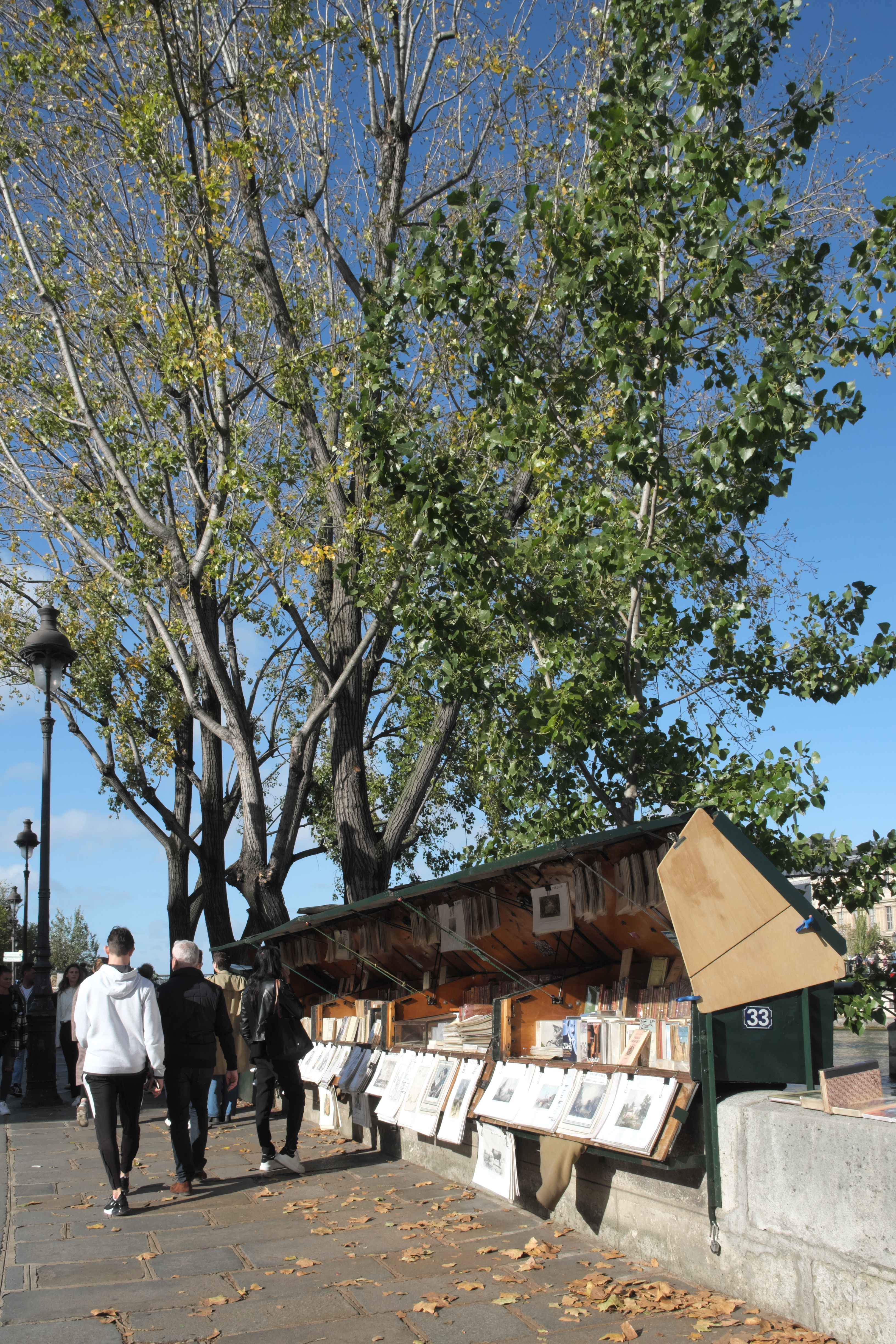

- d'une lettre motivée attestant les connaissances particulières, la spécialité, l'expérience, etc., du candidat ;
- d'un curriculum vitæ ;
- de deux photographies d'identité récentes ;
- d'une justification de domicile ;
- d'un extrait d'acte de naissance établi depuis moins de trois mois ;
- d'un extrait de casier judiciaire de moins de trois mois qui doit être vierge ;
- de la photocopie d'une pièce d'identité et de la carte de sécurité sociale ;
- au moment de sa demande d'autorisation, le candidat bouquiniste devra fournir selon son statut juridique et fiscal, soit un extrait du registre du commerce et des sociétés (extrait Kbis) établi depuis moins de trois mois, soit un avis de situation SIREN établi par l'INSEE depuis moins de trois mois.

En 2010, une centaine de candidatures ont été déposées alors que seulement vingt-deux places étaient à pourvoir.

## Boîtes de bouquinistes

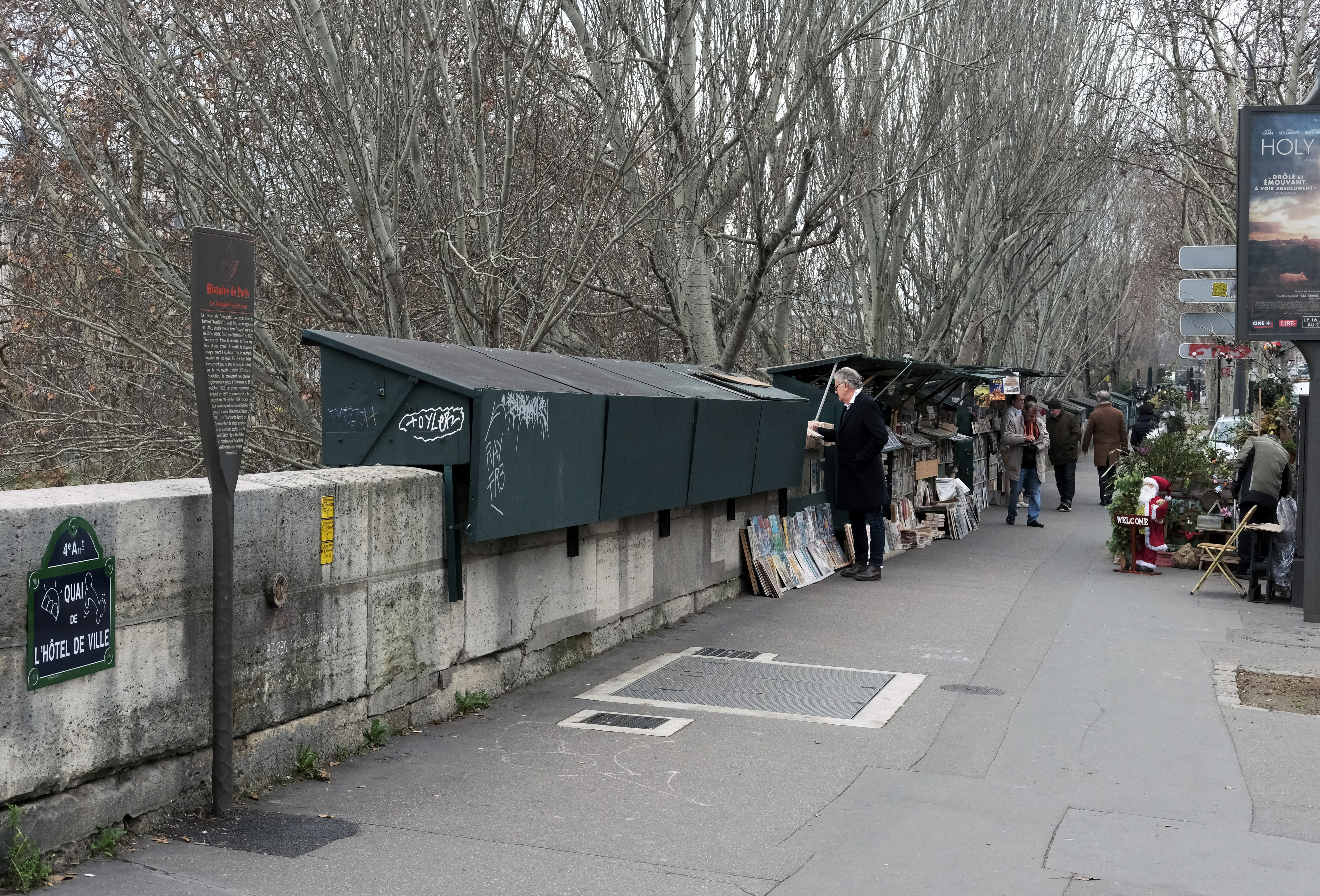
Panneau Histoire de Paris « Les bouquinistes », à l'angle du pont Marie et du quai de l'Hôtel-de-Ville (2019).

Les boîtes actuelles sont officialisées en 1891, lorsqu’un arrêté municipal autorise les bouquinistes à laisser leurs marchandises la nuit sur le lieu de vente qui leur est concédé. Jusque-là, les livres étaient proposés dans de petites caisses en bois, facilement manipulables. 
Les boîtes installées doivent être conformes au « Règlement des Bouquinistes des quais de la Seine » cité ci-devant et dont est extrait l'article qui suit.
- Article 9 de l'arrêté municipal du 1er octobre 1993, signé par Jacques Chirac, maire de Paris :

Les boîtes utilisées par les bouquinistes devront être d'un modèle agréé par l'administration présentant un gabarit extérieur déterminé par les dimensions ci-après, pour une longueur maximale de 8,60 m (ces dimensions s'entendent boîtes fermées, couvercles compris) :
- Longueur : 2,00 mètres
-  Largeur : 0,75 mètre
- Hauteur :
  - côté Seine : 0,60 mètre
  - côté quai : 0,35 mètre

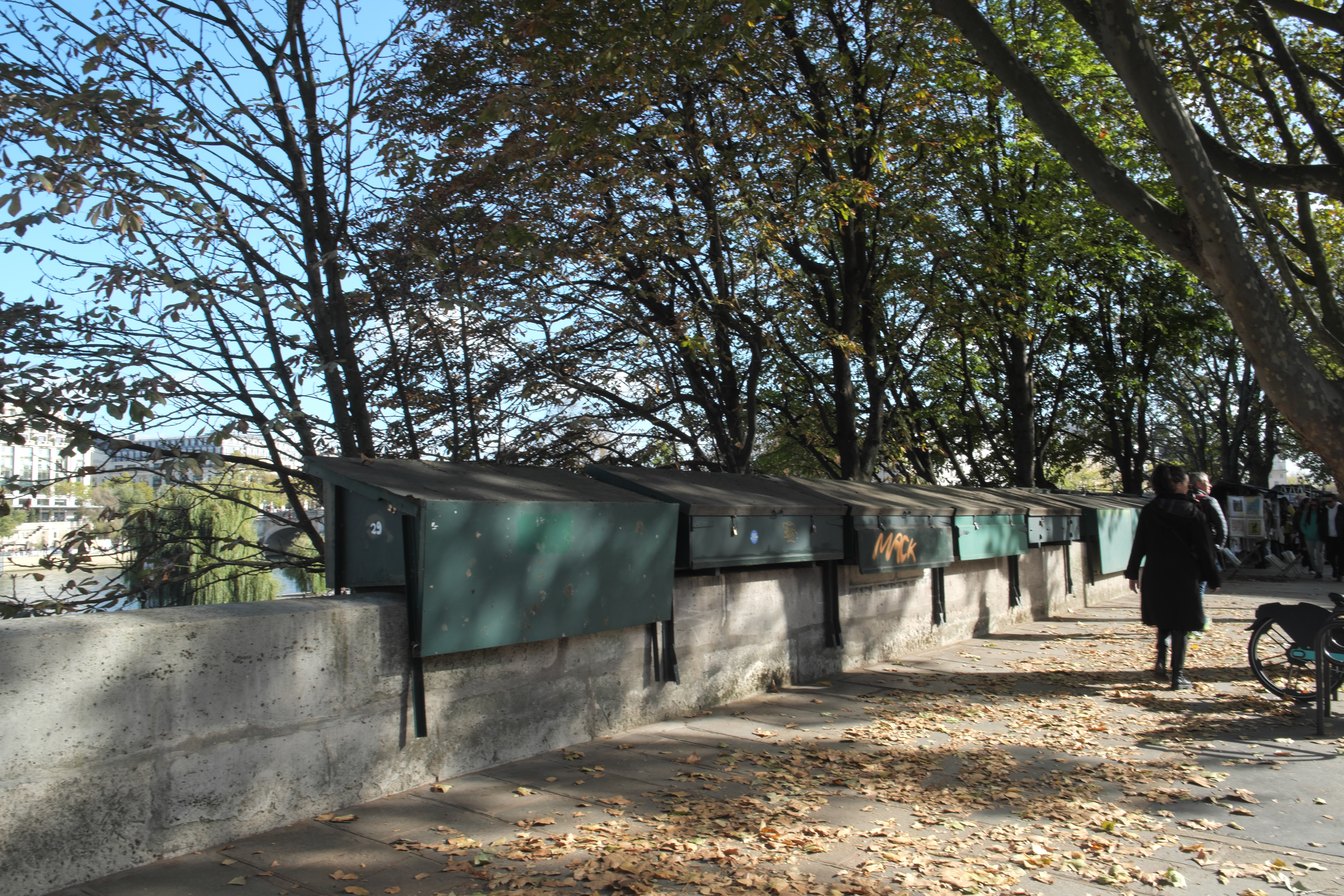
Boîtes de bouquiniste fermées.

En période d'utilisation, la ligne d'horizon, figurée par le bord supérieur du couvercle relevé ne devra pas s'établir à plus de 2,10 m au-dessus du sol.
En 2012, à la demande de la Ville de Paris, une réflexion a été lancée en partenariat avec les designers Materiaupôle Paris–Seine-Amont et Paris Région Lab pour « rénover » ces boîtes vertes sensiblement éprouvées par les conditions climatiques et le vandalisme. Après consultation des bouquinistes de quais de la Seine, conception puis réalisation de quatre prototypes de boîtes, un « cahier de recommandations pour la construction de nouvelles boîtes de bouquinistes et/ou l'amélioration des boites existantes » a été rédigé en novembre 2014.

## Prix littéraire des bouquinistes
Le prix des bouquinistes des quais de Seine est un prix littéraire créé en 1953, à l'initiative du bouquiniste parisien Ferdinand Teulé. Mis en sommeil après la remise du prix de 1963, il réapparait en 1994 jusqu'à sa dernière attribution en 2006.

## Dans l'art
Les bouquinistes de Paris ont inspiré de nombreux peintres et aquarellistes :

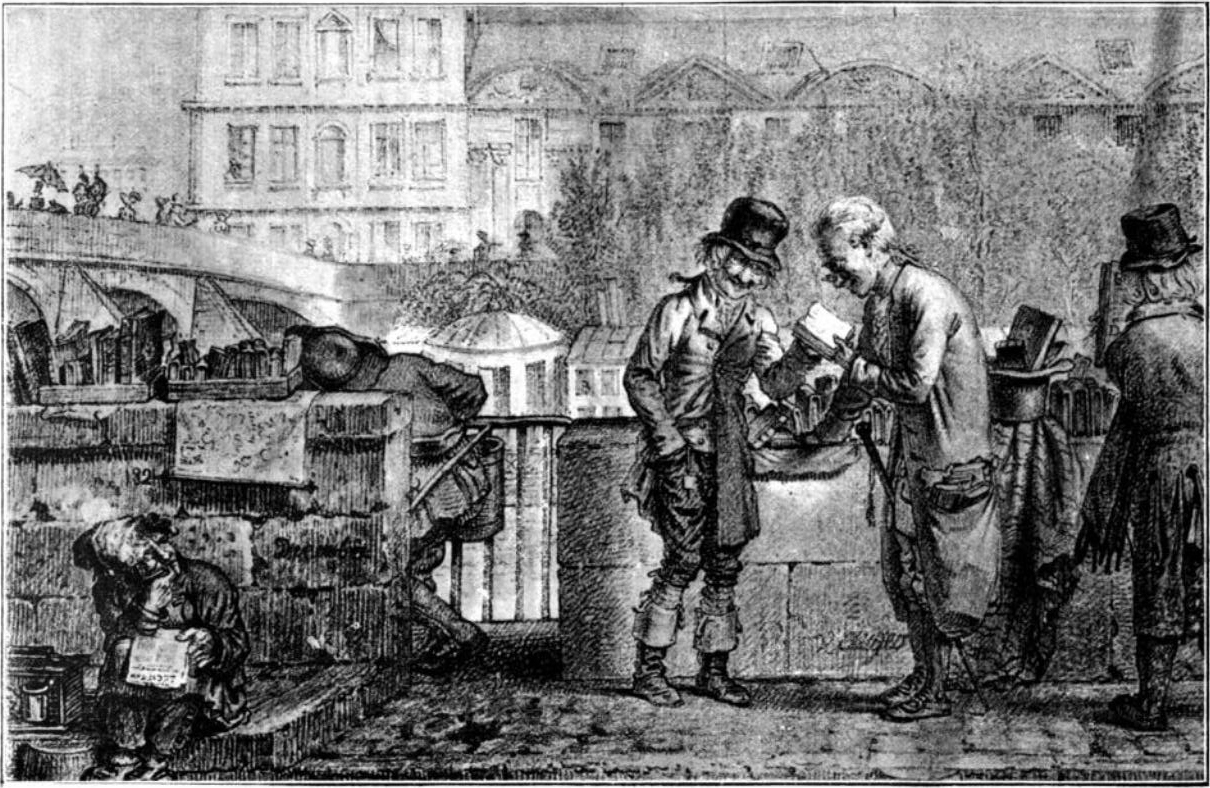
Gravure de Marlet d'après Auger, montrant un bouquiniste, quai Voltaire (1821).
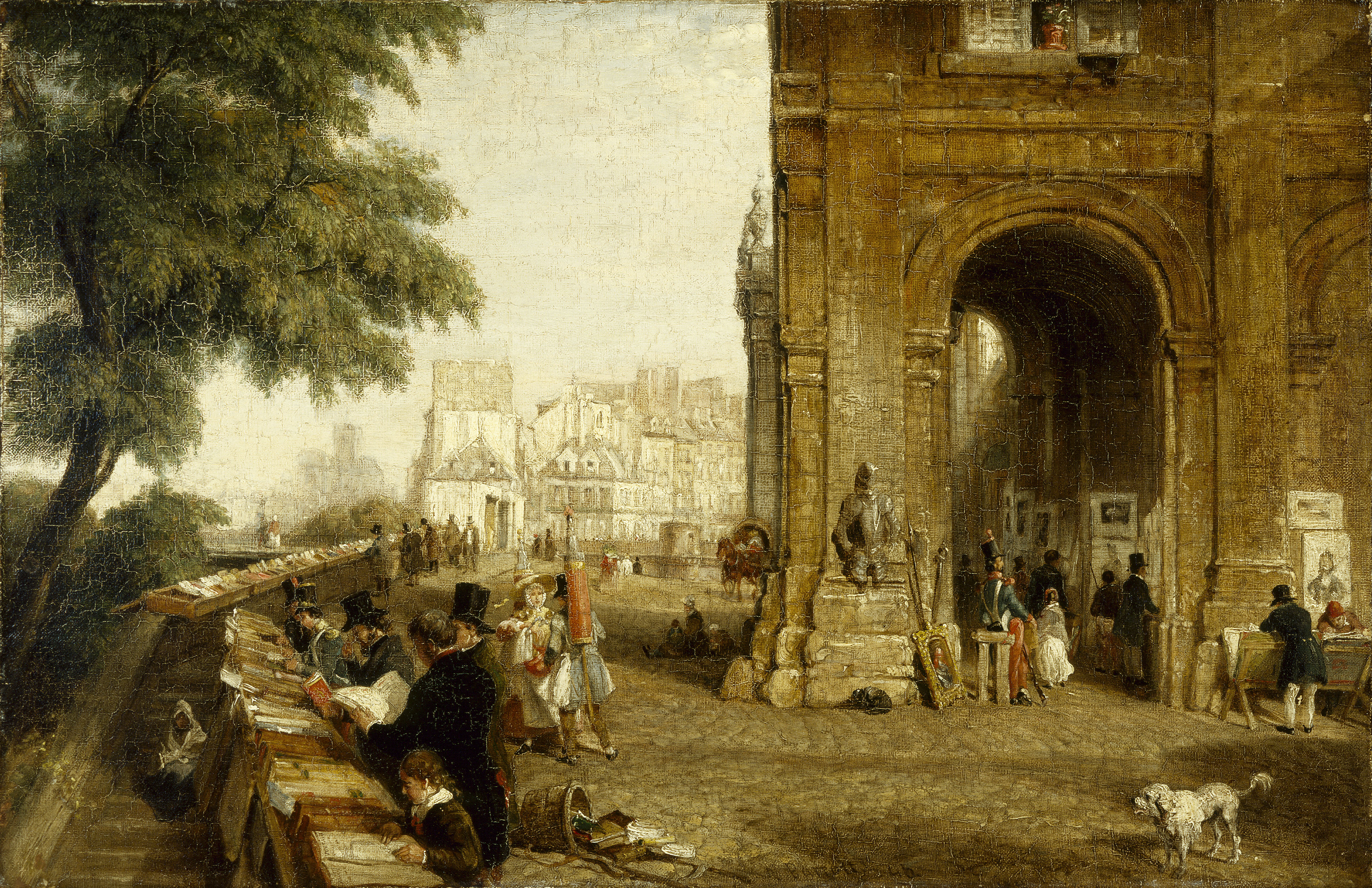
Tableau de William Parrott de 1846 montrant le quai de Conti avant les travaux haussmanniens : les boîtes, de couleur marron, moins hautes, telles des valises, étaient ramenées par leurs propriétaires à leurs domiciles.
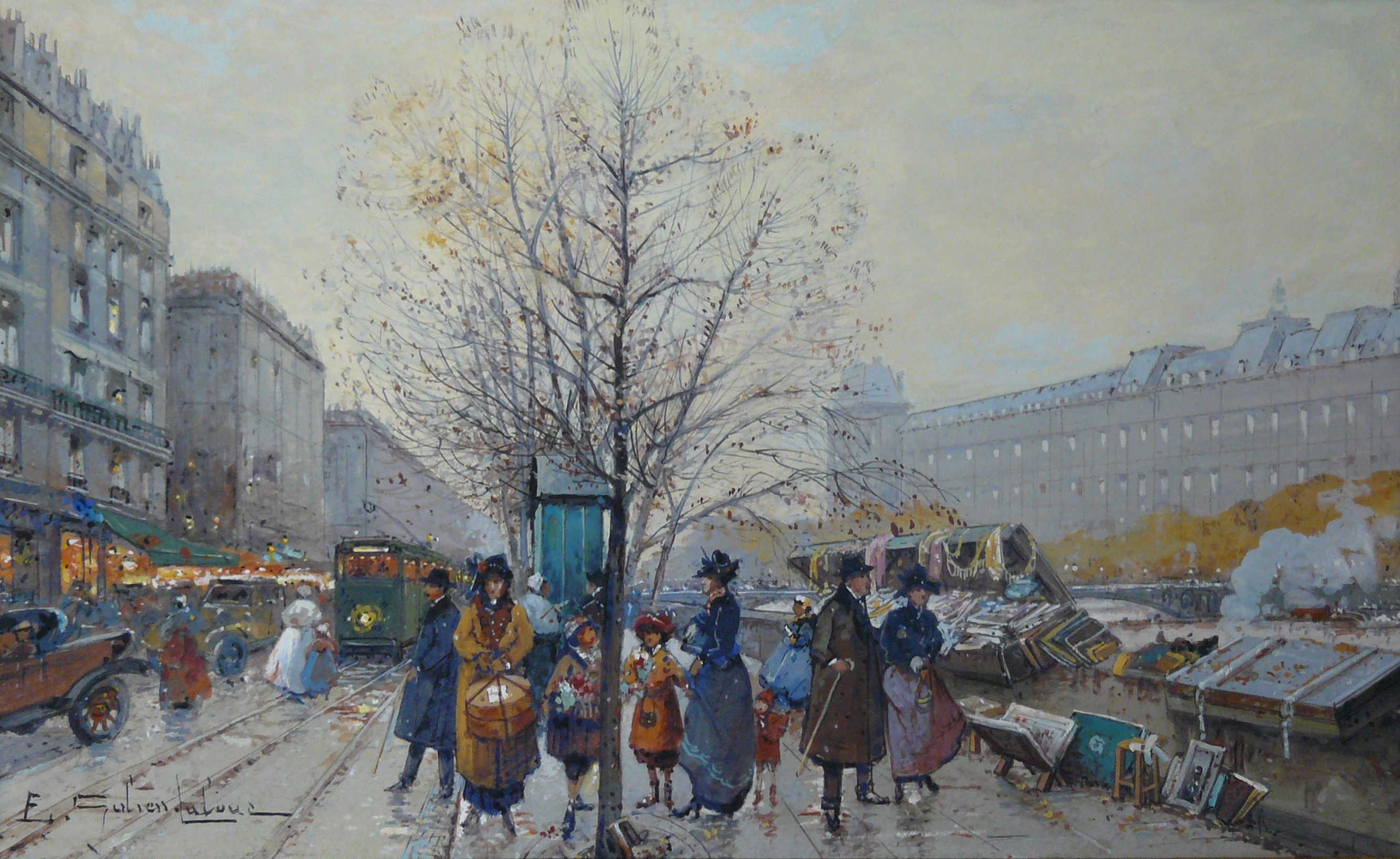
Les Bouquinistes, d'Eugène Galien-Laloue, vers 1908.
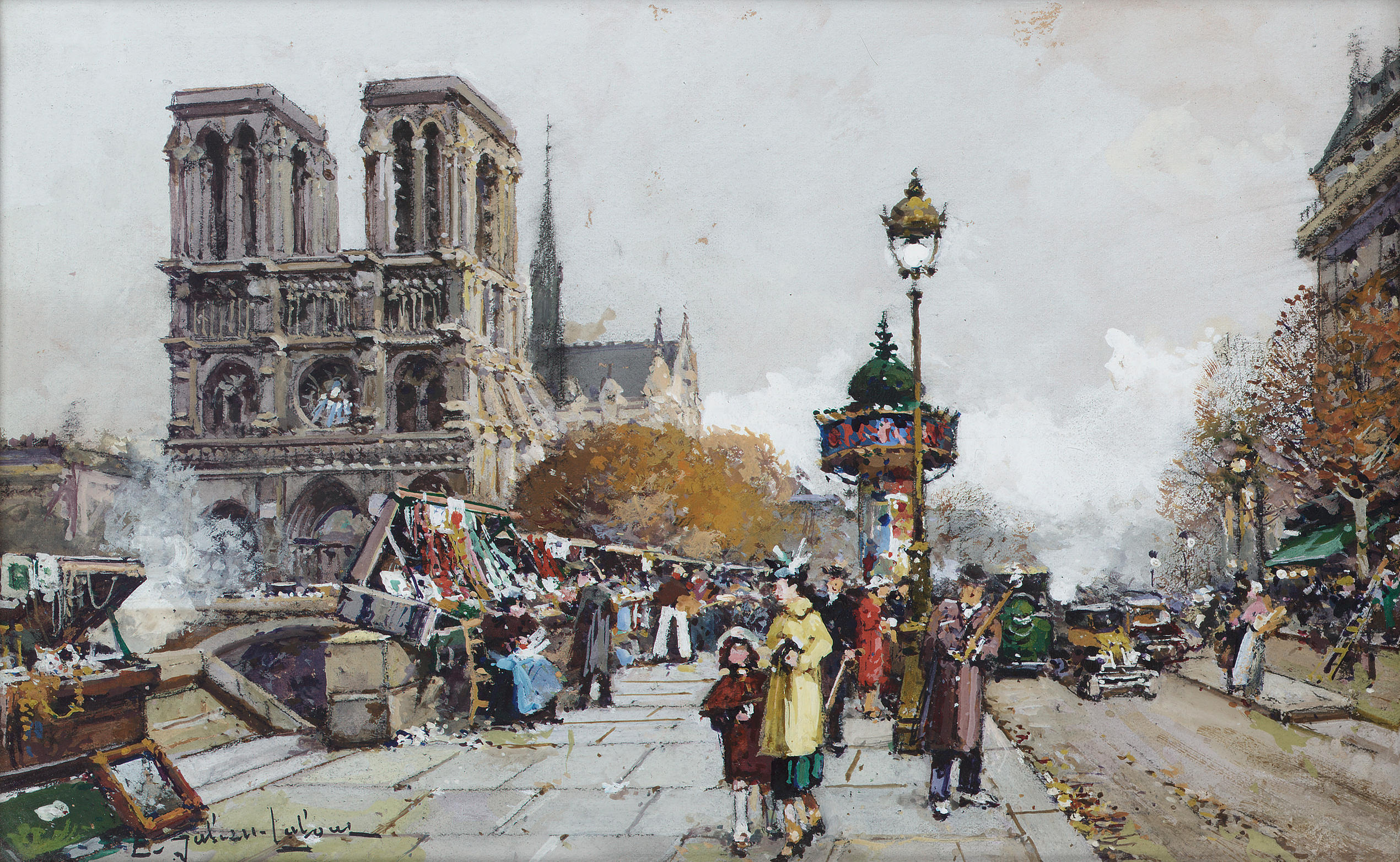
Notre-Dame vue du quai Saint-Michel, tableau d'Eugène Galien-Laloue, v. 1941.

## Littérature
- 1964 : Paris est une fête, d'Ernest Hemingway, récit autobiographique de sa jeunesse à Paris des années 1920.
- 2021 : Les Chats éraflés, de Camille Goudeau, elle même bouquiniste, qui raconte l'histoire d'une provinciale devenue bouquiniste à Paris - éditions Gallimard[14].

## Mode parisienne
- 2018 : le grand-couturier parisien Karl Lagerfeld fait reconstituer sous la verrière du Grand Palais de Paris, la façade de l'Académie française et de sa coupole, avec des stands de bouquinistes le long desquels défilent les mannequins de sa collection Chanel haute couture automne-hiver 2018–2019[25].